# Batšeba pri kopanju (Rembrandt)
Batšeba pri kopanju (ali Batšeba s pismo kralja Davida) je oljna slika nizozemskega umetnika Rembrandta (1606–1669), končana leta 1654.
Upodobitev, ki je hkrati čutna in empatična, prikazuje trenutek iz zgodbe Stare zaveze, v kateri kralj David gleda Batšebo, ki se kopa in jo navdušen zapelje in oplodi. Da bi se poročil z Batšebo in prikril svoj greh, David pošlje njenega moža v boj in ukaže svojim generalom, da ga zapustijo in ga prepustijo gotovi smrti.
Medtem ko so prizorišče Davidovega vohunjenja Batšebe naslikali zgodnejši umetniki, se Rembrandtova upodobitev razlikuje po tesni slikovni usmerjenosti in erotični vitalnosti, doseženi s širokimi, gostimi potezami čošiča in živahno obarvanostjo.
Slika visi v Louvru; je ena od 583 del, ki jih je leta 1869 podaril dr. Louis La Caze. Za Kennetha Clarka je platno »Rembrandtova največja slika akta«. Njegov vpogled v moralno dilemo Batšebe je opisan kot »eden največjih dosežkov zahodnega slikarstva.«

## Svetopisemski zapis in različice
Druga Samuelova knjiga (2 Sam 11,2–4) opisuje kralja Davida, ki je s strehe svoje palače opazoval žensko, ki se je kopala. Ko je vprašal po njej, so mu povedali, da je to Batšeba, hči Eliama in žena Uriaja, Hetita. David jo je dal poslati svojim glasnikom, in ko sta skupaj spala, je zanosila z njegovim otrokom. David se je lahko poročil z Batšebo, tako da je poslal Uriaja v boj, kjer je bil ubit.
Pred obravnavano sliko Batšeba pri kopanju je bila običajna obravnava Batšebe, ki se je kopala zunaj - s čimer se je upoštevala njena vidnost Davidu - in v spremstvu služkinj. V daljavi je bilo običajno videti stolp in morda majhno Davidovo figuro, včasih v spremstvu njegovih dveh dvorjanov. Takšna je bila zgodnejša Rembrandtova slika Umivanje Batšebe iz leta 1643. Z odstranitvijo Davida, njegovih glasnikov in večine tradicionalnih pripovednih elementov s slike - vključena sta le anekdotično Davidovo pismo (ki ga Samuel dejansko ne omenja) in prisotnost spremljevalca, ki ji suši nogo - Rembrandtova predstavitev Batšebe je intimna in monumentalna. Kot rezultat, moralistično temo prejšnjih obravnav teme nadomešča neposredna erotika, v kateri gledalec izpodrine Davida kot voajerja.
Delo je naslikano v naravni velikosti in v plitvem prostoru, v kompoziciji pa prevladuje Batšeba, kot ni bila v nobeni prejšnji različici scene. Ni znano ali je Rembrandt slikal Batšebo iz lastnih razlogov ali zaradi zadovoljevanja naročila. Verjetno kot odgovor na Rembrandtovo sliko je njegov nekdanji učenec in tesen sodelavec Willem Drost istega leta naslikal Batšebo z Davidovim pismom, ki je prav tako v Louvru.

## Kompozicija
Poleg pomanjkanja anekdotičnih predmetov je slika nenavadna tudi drugače. Batšeba je predstavljena v prostoru, ki ga je težko brati. Temno ozadje kaže na noč, masiven steber pa pomeni veliko arhitekturno strukturo. Za njo se skriva prehod iz bogato poslikane draperije, sestavljene iz rjave in oker, ki dajejo zlato toplino. Okoli nje počiva gosto pobarvano ozadje belega perila; proti njenemu golemu mesu izstopa trdna oblika in razkošen nanos barve. Barva, uporabljena za opis njene postave, je bogato niansirana, široki potezi čopiča in močni poudarki dajejo telesu živahno otipno kakovost, zaradi česar je njena prisotnost oprijemljiva.
Batšeba pri kopanju je ponovna interpretacija dveh starinskih reliefov, ki jih je Rembrandt poznal po gravurah. Grafika Tobiasa Stimmerja je lahko vplivala, saj vključuje steber, zaveso, povlečeno čez ozadje in Batšebin pogled navzdol. Slikati je začel okoli leta 1647 in jo spreminjal ter prebarval do konca leta 1654.  Prvotno je bilo platno morda večje in navpične oblike. Mogoče je bilo obrezano kakih deset centimetrov na levi in vsaj 20 centimetrov v višino; ugibajo, da je Rembrandt sam prerezal platno, da bi okrepil vpliv figure. Rentgenski posnetki kažejo, da je v nekem trenutku pozno v slikarskem postopku glavo Batšebe spustil od začetnega bolj navpičnega kota navzgor, s čimer se je povečal občutek umika figure v sanjarjenje. Sprva se je zdelo, da gleda s krajčkom očesa, kot da opazuje Davida; v sedanji različici je njen pogled zmehčan, v splošni smeri njene služkinje, vendar ni osredotočen na noben poseben predmet, kar daje občutek slovesnosti in premišljenosti. V prvotni zasnovi v njeni roki ni bilo pisma, prav tako pa je mogoče, da so ji nekoč prekrili naročje, stegna in desno roko.
Kljub klasičnim referencam je karakterizacija figure nekonvencionalna, upodobitve njenega velikega trebuha, rok in nog pa izhaja iz opazovanja in ne iz spoštovanja idealizirane oblike.  Umetnostni zgodovinar Eric Jan Sluijter je tudi predlagal, da slike zaradi anatomskih neskladij (nemogoče zvita leva roka, dolžina desne roke, nenaraven zasuk trupa in podolgovata razdalja od dojke do dimelj) in neskladnosti v perspektivi, ki kažejo na različne dele figure, gledamo z različnih vidikov. Vendar se zdi, da figura počiva naravno, brez napetosti in premikov. Ne glede na fizično nerodnost postave v primerjavi s klasičnimi viri je bila resničnost njene podobe videti izjemno plemenita; po Clarku je »to krščansko sprejetje nesrečnega telesa dovolilo krščanski privilegij duše«.
Pismo, prikazano na njeni desni strani, vsebuje zahtevo Davida, naj izbere med zvestobo svojemu možu ali poslušnostjo svojemu kralju in je anekdotični katalizator za njeno samoogledovanje.  Predstavljeni trenutek, je Rembrandt ekstrapoliral iz biblijskega besedila, ki je slučajno obravnavalo Batšebo in se osredotočilo na Davidovo grešnost. Posledično je njen izraz dovolj globok, da nakazuje ne le njen občutek resignacije, temveč tudi širšo pripoved. Kot pojmovanje gole figure, prežete s kompleksnostjo misli, je Batšeba pri kopanju skoraj edinstvena v umetnosti.

## Model
Tradicionalno sprejeta identifikacija modela je Rembrandtova partnerka Hendrickje Stoffels, ki bi bila takrat stara 28 let. Sluijter je predlagal drugače in dejal, da je podobna idealnemu tipu, ki ga je Rembrandt uporabljal dalj časa. Predvidevajoč, da je bila Stoffelsova model, so medicinski raziskovalci opazili deformacijo leve dojke in ponudili različne hipoteze, vključno z rakom dojke, abscesom zaradi tuberkuloze in laktacijskim mastitisom po neuspešni nosečnosti. Diagnoza raka dojke je malo verjetna, saj je Stoffelsova živela še devet let. 
V Medicinski enigmi Rembrandtove Batšebe Paola Zambonija, profesor vaskularne kirurgije Univerze v Ferrari, razkriva skrivnost dojk modela. Po Zamboniju je na model vplival tromboflebitis površinske vene dojke, stanje, ki ga je Mondor opisal leta 1939. Torej ne mastitis ali karcinom, kot so verjeli stoletja. Ta diagnoza je postala resnična zahvaljujoč analizi desne dojke bolnice z Zambonijem po potrditvi z ultrazvočnim pregledom. Kot dokaz je bila mamografija negativna tako za raka kot za mastitis, kar potrjuje veljavnost diagnoze na platnu, ki jo je predlagal Paolo Zamboni.
Izraz žalosti na obrazu osebe je bil razložen kot dokaz Stoffelsine bolezni in nosečnosti (oktobra 1654 je rodila hčerko) , Rembrandtove težave s Cerkvijo, ki izhajajo iz njegovega sobivanja s Stoffelsovo in bližajoči se umetnikov stečaj. Alternativna hipoteza o identiteti modela kaže na to, da je bila glava Stoffelsove položena na telo drugega modela , kar je v skladu z rezultatom rentgenskih žarkov, da je bila Batšebina glava prebarvana.

## Umetniški odzivi
Aluzije na Batšebo pri kopanju so zabeležila dela umetnikov 19. in 20. stoletja. Navdihnila naj bi sliko Presenečena nimfa (1859–61), zgodnja podoba Édouarda Maneta, ki se igrivo sklicuje na stare mojstre. Edgarja Degasa pastel Ženska s počesanimi lasmi (ok. 1885) primerjajo z Batšebo zaradi podobnosti modela; Degasov oče je bil znanec Louisa La Cazeja, ki je imel Batšebo, preden jo je zapustil Louvru leta 1869.
Frédéric Bazille se je v svoji La Toilette, naslikani za Pariški salon leta 1870, spomnil Batšebe. Podobno po velikosti in obliki Bazilleovo delo deli nekaj Rembrandtovega razpoloženja: po mnenju kritičarke Dianne Pitman »ne gre za razplet posebne pripovedi, temveč za interakcijo čutnega učinka in slovesnosti, ki meša realistično intimnost in dostojno oddaljenost«. Picassova grafika iz leta 1963, Sedeči akt in še ena Figura, se nanaša na odkrito voajerske lastnosti Batšebe.

## V popularni kulturi
Slika in poskus tatvine sta tema This Goes to Eleven, tretje epizode kanadske televizijske detektivske serije Murdoch Mysteries.